# Fuori Salone
Il Fuori Salone, conosciuto anche come Fuorisalone, è un evento che si svolge annualmente presso Milano in concomitanza con il Salone del Mobile, con cui definisce la Milano Design Week (o semplicemente Design Week) ovvero la Settimana del Design del capoluogo lombardo. Si tratta, insieme al Salone del Mobile, dell'evento più importante, a livello mondiale, che riguarda il settore del disegno industriale, in particolare il settore dell'arredamento.

## Il contesto
Il Fuorisalone non è un evento fieristico, non è quindi organizzato da nessun ente e non è gestito da alcun organo centrale istituzionale, è infatti nato spontaneamente nei primi anni ottanta, da parte delle aziende che operano nel settore dell'arredamento e del design industriale, anche ai giorni nostri i singoli promotori si organizzano autonomamente fino a creare un grande evento collettivo che si concentra durante il mese di aprile, in concomitanza quindi con il Salone Internazionale del Mobile di Milano. Ciò nonostante la comunicazione e la promozione dello stesso è stata presa a carico da diverse organizzazioni e aziende che operano nel settore: tra queste la rivista Interni che oltre ad aver creato il logo del fuorisalone e aver depositato un altro logo, la dicitura "Milano capitale del design", ha anche creato nel 1991 la prima guida a tutti gli avvenimenti dell'evento: fu con questa iniziativa che il Fuorisalone venne ufficialmente istituito.
Col passare del tempo l'evento è diventato internazionale e ha iniziato ad attirare migliaia di visitatori da tutto il mondo, il progetto si è allargato a sponsor ed aziende internazionali ed è diventato una vetrina creativa per studi di progettazione e di architettura sia emergenti che affermati. Sebbene il Fuori Salone sia una serie di eventi correlati nati in relazione al Salone del Mobile, col tempo ha saputo ricavare una propria importanza andando, negli ultimi anni, perfino a condizionare quest'ultimo. Nel 2009 addirittura, una grossa azienda di arredamento, il gruppo Poltrona Frau (proprietaria dei marchi Cassina, Cappellini, Alias, Thonet e Gufram) ha preferito concentrare le proprie esposizioni unicamente al Fuori Salone, non partecipando quindi all'edizione del Salone del Mobile di quell'anno.

## Aree interessate

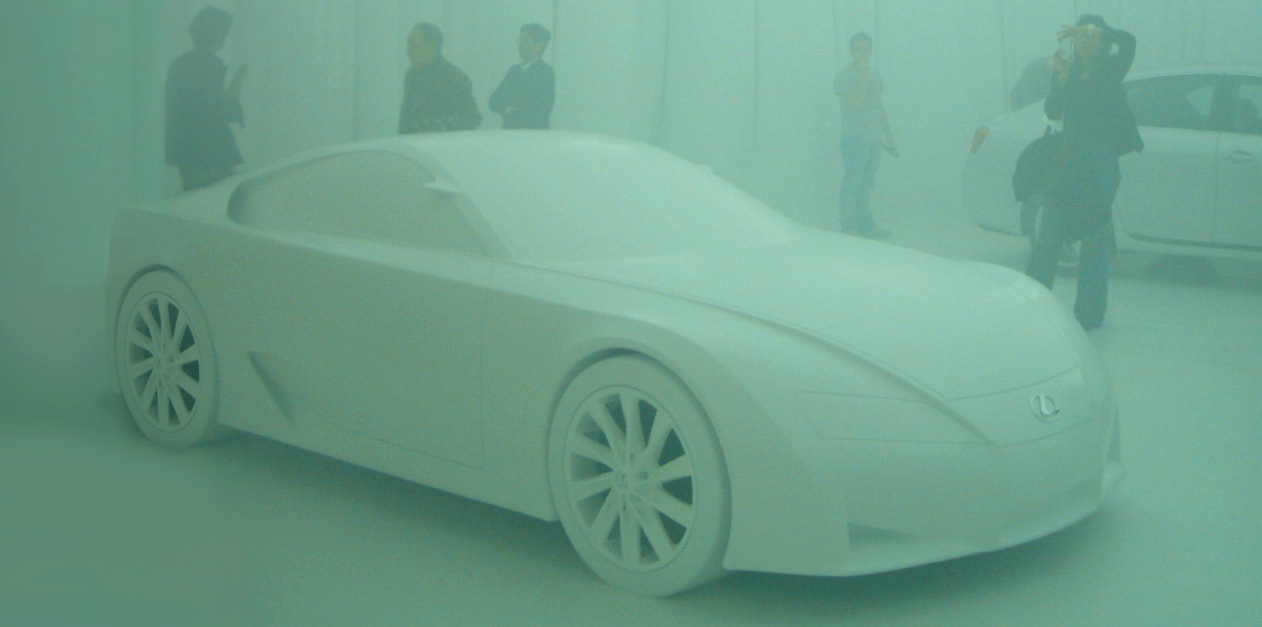
Un modello in scala 1:1 della Lexus LFA durante un evento al Fuori Salone di Milano nel 2005

Come il design italiano e in particolare quello milanese, ma anche come tutta l'arte applicata e l'industria che ha caratterizzato da sempre l'Italia, anche il Fuori Salone non ha una sede geografica precisa: il design si è diffuso nella città di Milano in modo capillare e con esso quindi anche i luoghi di interesse dell'evento. Gli eventi infatti sono ubicati prevalentemente nei saloni espositivi delle aziende che vi partecipano, che sono sparsi in tutta la città. Tuttavia ci sono alcuni quartieri di Milano che hanno assunto un ruolo da protagonista durante la storia del Fuori Salone, diventando vere e proprie icone.
Col passare del tempo sono state dedicate intere aree proprio a esposizioni temporanee durante la settimana del design, si tratta spesso di ex aree industriali dismesse che le aziende prendono in gestione per quel periodo al fine di creare grandi punti di interesse, ricchi non solo di esposizioni dei vari prodotti, ma anche di performance e opere di vario genere. Le esposizioni quindi, e soprattutto gli avvenimenti, che comprendono anche mostre, incontri, dibattiti e interazioni con i visitatori; non vengono più organizzati solamente nelle aree più centrali della città in prossimità dei negozi e degli showroom delle aziende stesse, ma vengono dedicate vere e proprie strutture, altrimenti in disuso, anche in luoghi meno centrali della città.
Ai quartieri caratteristici, inoltre, si aggiungono quindi eventi eccezionali organizzati in diversi altri punti della metropoli, variabili di anno in anno, estendendo la cultura del design a tutti i quartieri milanesi. Annualmente, inoltre, vengono organizzate feste serali e notturne di chiusura della settimana del design, la più famosa è quella organizzata da Esterni, che negli anni ha variato più volte il sito dell'evento; da un monumento nazionale come l'Ippodromo del galoppo di San Siro dell'edizione 2009 alle piscine Argelati nel quartiere Porta Genova dell'edizione 2013.
Grazie al progetto Innovation Design District (IDD), sono stati migliorati e valorizzati gli spazi pubblici tra Porta Nuova e Porta Volta, con l'obiettivo di creare luoghi tecnologicamente sviluppati ed in linea con le necessità del cittadino. A tal proposito, in occasione della 57ª edizione del Salone del Mobile, quest'area è divenuta importante location di eventi che vedono protagonisti architetti della scena internazionale.

### Centro

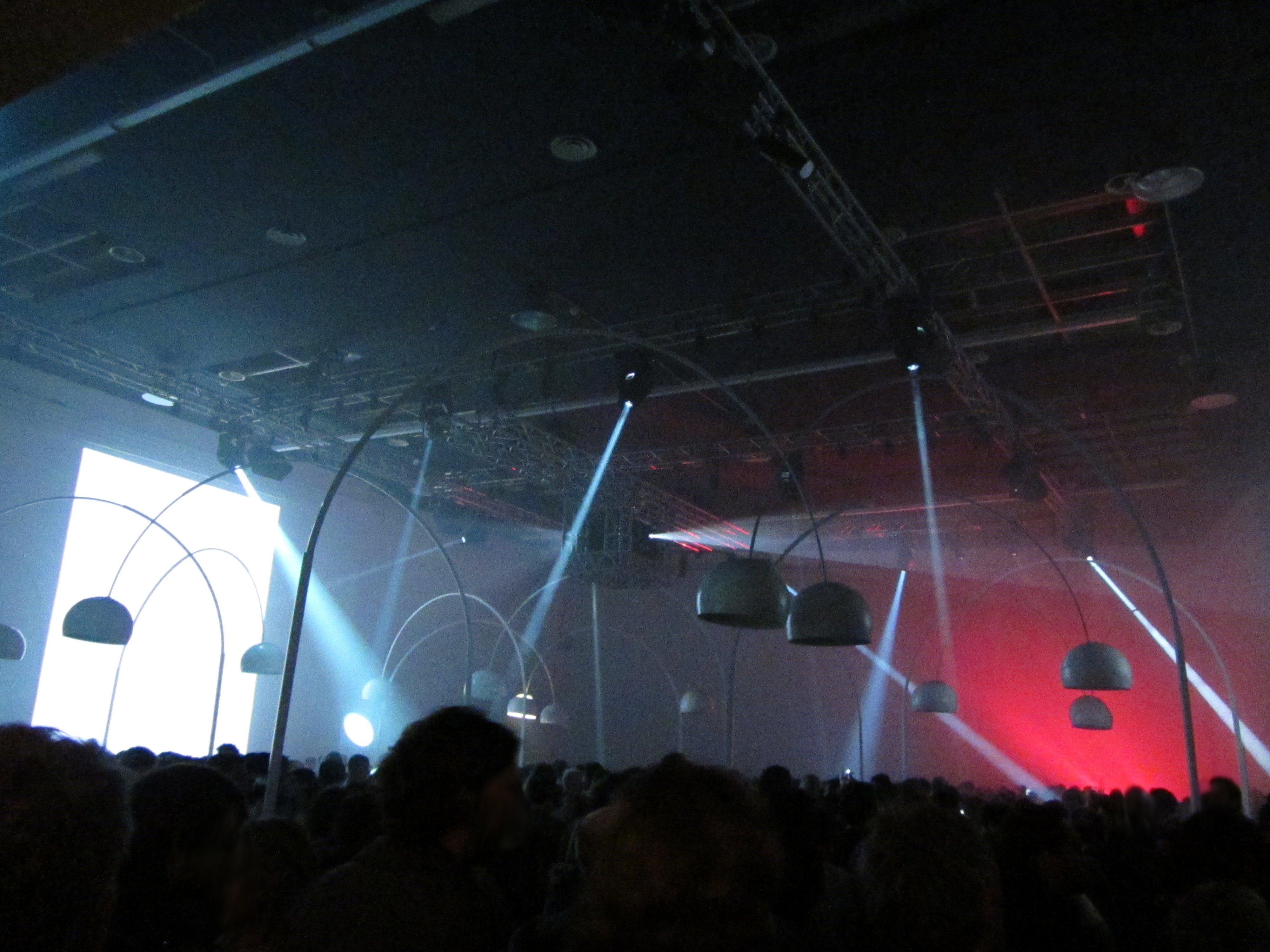
Il festeggiamento dei 50 anni della FLOS, organizzato durante il Fuori Salone 2012 al Palazzo della Permanente

Uno degli scenari più rappresentativi del fuorisalone è il centro della città di Milano; questa zona è fondamentalmente caratterizzata da eventi ubicati all'interno degli Showroom dei vari produttori di mobili e oggetti di disegno industriale, sparsi fra le vie limitrofe di San Babila fino a via Turati. Ma non sono solo gli showroom e i negozi a ospitare gli eventi del fuorisalone, anche in piazza Duomo vengono allestiti ogni anno, tensostrutture ed esposizioni temporanee nonché ambienti interattivi liberamente utilizzabili dai visitatori. Un ruolo centrale lo ricopre sempre più anche l'Università degli Studi di Milano che nella sede centrale in via Festa del Perdono organizza moltissime performance, musica ed esposizioni sul disegno industriale, ma anche sul design degli interni e sull'urbanistica.

### Zona Tortona

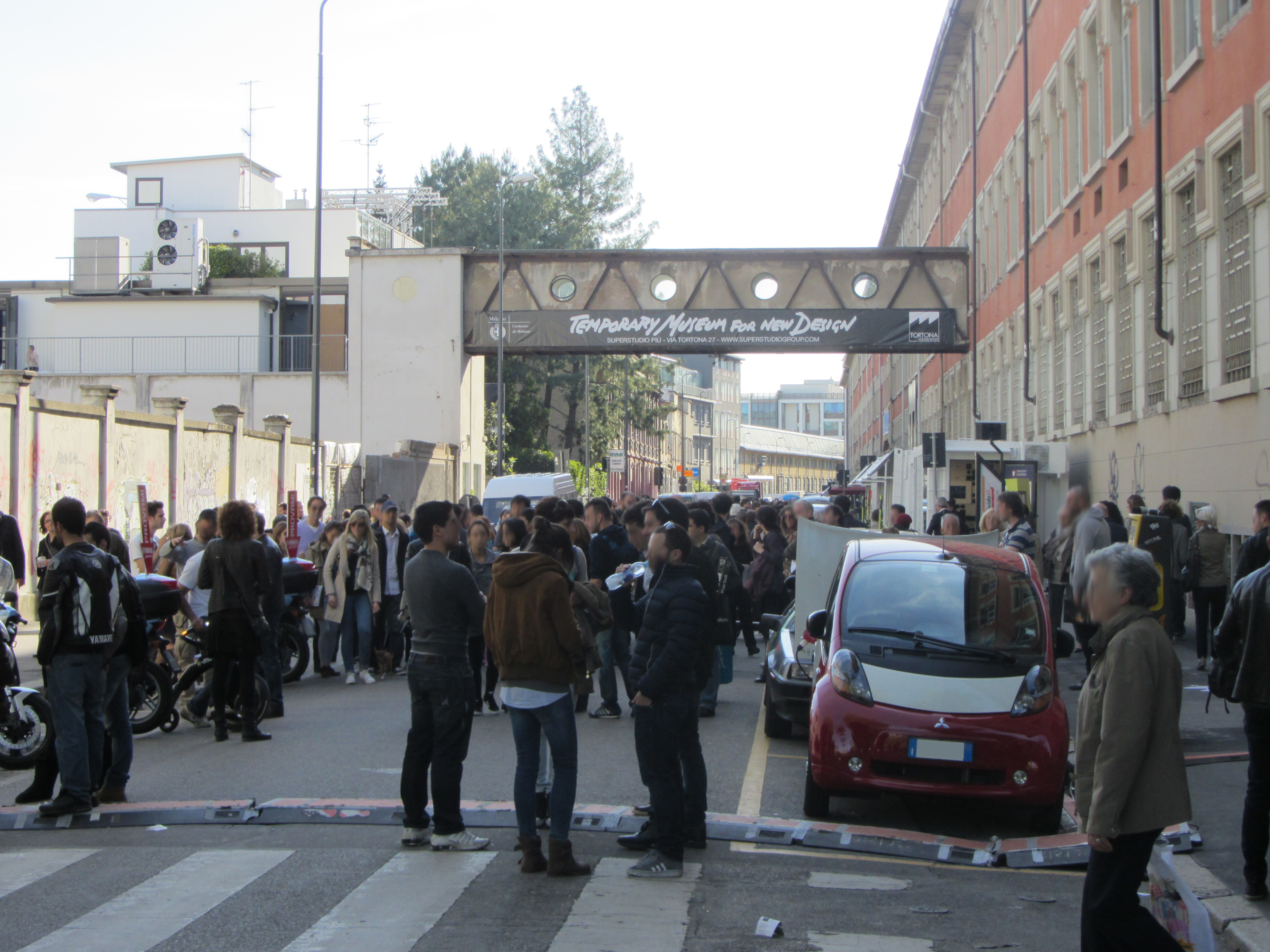
Zona Tortona, durante l'evento

Nel quartiere di Porta Genova ha preso forma, alle spalle della stazione dei treni, su poche vie che portano verso l'esterno della città, una serie di eventi che hanno creato una delle zone più giovani e alternative del Fuori Salone. Oltre a Superstudio la zona comprende più di 60 ubicazioni e vi partecipano ogni anno più di 150 espositori.

### Ventura Milano Design District
Una delle zone più in fermento negli ultimi anni è il percorso di eventi che si è formato nel quartiere di Ventura Milano a Lambrate. In questa zona ha preso vita nel 2010 una serie di eventi correlati che hanno ottenuto un'impensabile affluenza di visite: 30.000 visitatori in 6 giorni distribuiti in appena 22 esposizioni. Tale successo, che è stato raggiunto durante la prima edizione dell'evento stesso, ha portato a centinaia di richieste da parte di altrettanti espositori per l'edizione dell'anno successivo. Se gli eventi nelle zone del centro della città sono caratterizzati da nomi affermati e negli spazi di zona tortona invece l'ambiente è più alternativo, negli spazi espositivi di Ventura Milano a Lambrate prevalgono i concetti di creatività e sperimentazione, accostati ad alta qualità e internazionalità degli stili. Nell'edizione 2019 sono stati raggiunti i 120.000 visitatori in tutto il distretto.

### Fabbrica del vapore
Uno dei luoghi di maggiore interesse della settimana del design milanese sono gli spazi espositivi ubicati nell'area delle ex sede Enel riconvertita a cittadella creativa multidisciplinare. L'ambiente è relativamente nuovo all'interno del fuori salone, la Fabbrica del vapore infatti è attiva dal 2004 ma sin dal suo debutto ha attirato sempre più visitatori durante l'evento primaverile. In quest'ampia area situata fra il deposito di via Messina e il cimitero Monumentale il design viene affrontato con un occhio di riguardo nei confronti delle tematiche sociali, economiche, politiche ed ecologiche portando il visitatore a guardare il prodotto industriale non solo da un punto di vista estetico, pratico o concettuale ma anche analizzandone il ciclo di vita. In questo grande spazio gli eventi comprendono anche interazione, multimedialità, dibattiti e incontri. Vengono organizzati workshop ed esposizioni di elaborati sia di prodotto industriale sia di architettura.

### Brera Design District

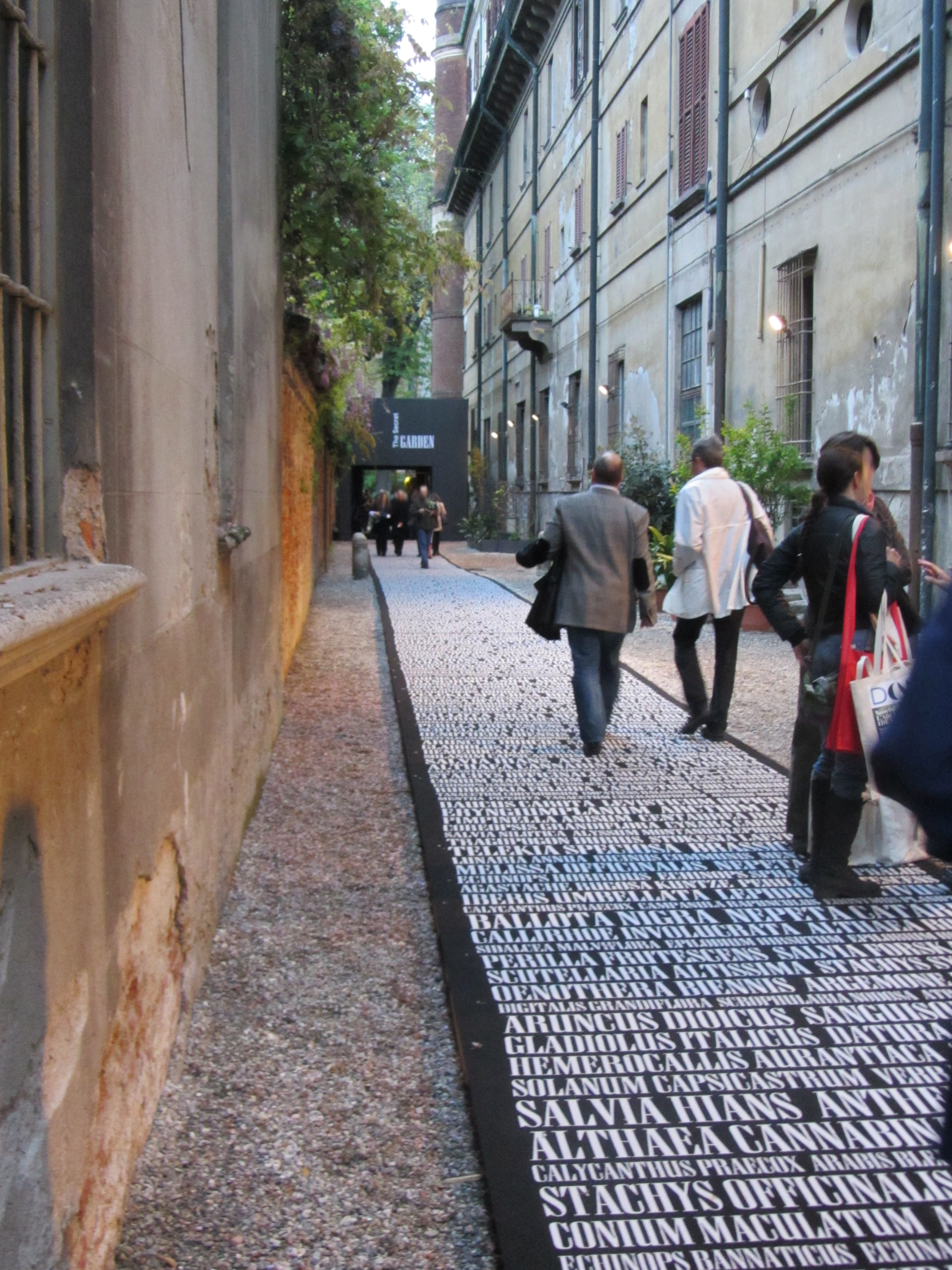
Evento "The Secret Garden" durante il Fuorisalone 2012 a Milano all'interno dell'Orto botanico di Brera

Anche il quartiere Brera ha raggiunto un ruolo principale all'interno del Fuorisalone; questa zona centrale della città, caratterizzata da showroom e organizzatori operanti nel mondo dell'arte e dell'artigianato (ma anche studi di progettazione) ha preso molta vita negli ultimi anni dando vita ad un vero e proprio percorso identificativo supportato da un'operazione di marketing territoriale denominato Brera Design District. Gli eventi si estendono anche a vie vicine al Duomo di Milano e al Castello Sforzesco.

### Triennale di Milano

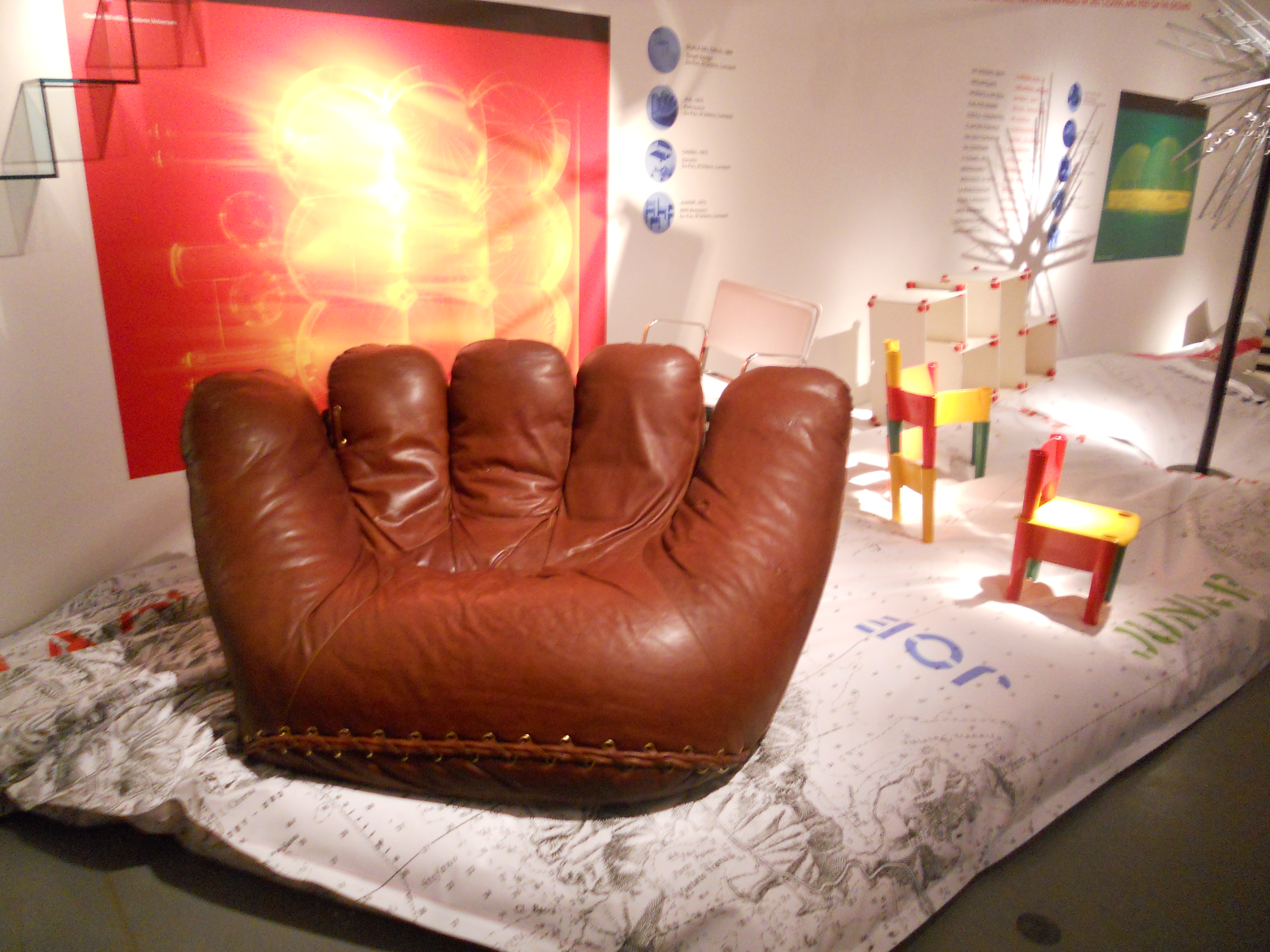
Prodotti di design italiano esposti alla Triennale durante la Settimana del Design 2012, in primo piano la poltrona Joe di Poltronova

Seppur spostata rispetto ai punti nevralgici della settimana del design, la Triennale di Milano è da anni un punto fisso principale di essa. Eventi, mostre e performance vengono organizzate sia all'interno del palazzo dell'arte, sia nei giardini esterni all'edificio, con installazioni e presentazioni inerenti al design, all'arredamento ma anche ai nuovi stili di vita.
Durante il Triennale Design Week è anche possibile scoprire, in anteprima, la nuova edizione annuale del Triennale Design Museum, che nel 2013 ha raggiunto la sua sesta edizione: Design. La Sindrome dell'Influenza dove viene narrata la vita del design italiano e delle influenze trasmesse e ricevute dal dopoguerra ai giorni nostri. Il punto d'incontro della Triennale, tuttavia, risulta si un punto di riferimento culturale all'interno del Fuori Salone, ma si caratterizza per eventi spesso legati a musica e rivolti a un pubblico giovane, con orari serali e "party" d'apertura o chiusura della settimana, spesso legati ad un aperitivo offerto da un famoso sponsor milanese.

### Porta Romana
Dal 2011 anche Porta Romana rientra nel circuito del Fuorisalone: Porta Romana Design si fa promotrice di un'operazione di marketing territoriale che ha come obiettivo primario la valorizzazione del quartiere Porta Romana; area anch'essa caratterizzata da diversi produttori ed eventi legati alla settimana milanese

### Porta Garibaldi e Corso Como
Dal 2012 assume una nuova dimensione nel design anche le zone di Porta Garibaldi (rinnovata dal complesso architettonico del Progetto Porta Nuova e ridisegnata dal più ampio progetto della zona Garibaldi-Repubblica), e Corso Como. La zona è ai confini con la Brera Design District e l'area della Fabbrica del vapore.

### Alpha District
Dal 2020 anche il quartiere Portello entra a far parte del circuito del Fuori Salone. La forte vocazione al rinnovamento del quartiere, un tempo sede dello stabilimento Alfa Romeo, ha portato al riscatto una zona urbana multi-sfaccettata dotata del potenziale per diventare un punto di connessione, sharing e cultura tramite le iniziative legate al design. Il quartiere, infatti, raccoglie al suo interno interventi e progetti di grandi progettisti contemporanei italiani e internazionali. Nella sola Piazza Gino Valle si annoverano nomi come Gino e Pietro Valle, Jacopo Gardella, Fabio Novembre (per il progetto Casa Milan) ed Emilio Isgrò. Negli immediati dintorni della piazza sfilano altri nomi quali Jorrit Tornquist, Cino Zucchi, Guido Canali, Charles Jenks, Renzo Piano sino ad arrivare - connessi nella cometa di Mario Bellini - alle torri di City Life. La direzione creativa è affidata a FORO Studio, fondato da Salvatore Ponzo, Giuseppe Ponzo, Alessandro Pennesi e Fabio Romenici.